# Louise Brigham
Louise Brigham (Boston, 1 de enero de 1875-Trenton, 30 de marzo de 1956) fue una diseñadora y maestra estadounidense de principios del siglo XX. Pionera en el uso de materiales reciclados en el diseño de muebles, inventó un sistema para construir muebles a partir de cajas de embalaje que se convirtió en uno de los primeros procesos en adoptar un enfoque modular en el diseño de unidades individuales. También fundó una de las primeras empresas de muebles listos para ensamblar, así como la Home Thrift Organization (HTA) para enseñar carpintería a los niños de la ciudad de Nueva York.

## Trayectoria
Brigham nació en Boston, hija de Maria Wilson Sheppard Brigham y del boticario William Cleveland Brigham. Tuvo cuatro hermanos. Su madre murió cuando tenía dos años y su padre, cuando tenía 19. La información sobre la juventud de Brigham y las circunstancias de su crianza es escasa. El censo de 1880 indica que la familia vivía en Medford, Massachusetts.
Estudió arte y diseño en Nueva York en el Instituto Pratt y la Parsons The New School for Design, así como en escuelas de arte en Europa. A finales de la década de 1890, Brigham se involucró en el Movimiento settlement y a principios de la década de 1900, fundó dos casas settlement en Cleveland, llamadas Sunshine Cottage. En el censo de ese año figura como maestra en casas settlement de Cleveland, y que vivía en Hiram House, una de las casas settlement fundada por George A. Bellamy.

### Viajes al extranjero
Durante sus primeros 30 años, Brigham viajó por Europa, permaneciendo en el extranjero durante gran parte del período entre 1905 y 1910, donde estudió varios tipos de trabajos manuales con los campesinos y artistas de 19 países diferentes. Sus destinos incluyeron Holanda, Alemania, Dinamarca y Suecia.
Los dos veranos que pasó en un campamento minero de carbón en la isla noruega de Spitsbergen, que se encuentra muy por encima del círculo polar ártico en el archipiélago de Svalbard, fueron influyentes para sus diseños. No se conoce con precisión la fecha de estos viajes, pero una referencia en sus escritos a una visita de miembros de una expedición liderada por el aviador estadounidense Walter Wellman sugiere que uno de ellos fue 1906, el año en que Wellman instaló su sede en el archipiélago de Svalbard. Brigham se quedó en un campamento dirigido por John Munroe Longyear, un compañero de su padre de Boston. En 1905, Longyear había cofundado la Arctic Coal Company para llevar a cabo operaciones mineras en Longyearbyen. El campo albergaba a 80 hombres en el momento en que Brigham estuvo allí, aumentando a varios cientos en los años previos a la Primera Guerra Mundial. Las condiciones eran extremadamente primitivas. Durante los meses de verano, se trajo al campamento suficiente comida y equipo por barco para abastecerlo durante los ocho meses en que estarían aislados por el hielo invernal. El resultado de esta acumulación fueron grandes pilas de cajas vacías. En estas difíciles condiciones, Brigham se comprometió a diseñar "muebles de caja" para el campamento a partir de esas cajas de embalaje desechadas, siguiendo algunos experimentos anteriores que había realizado.

### Box Furniture

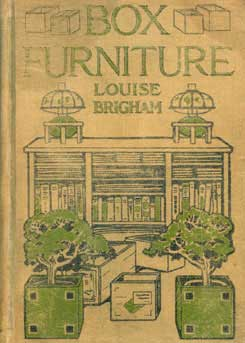
La portada del libro de 1909 de Brigham sobre la creación de muebles a partir de cajas de embalaje

En 1909, Brigham publicó un libro de sus diseños para la construcción de muebles completamente con cajas de embalaje titulado Box Furniture (en español, Mobiliario de caja), ilustrado por el interiorista Edward H. Aschermann, a quien había conocido a través del arquitecto y diseñador vienés Josef Hoffmann, y dirigido a un público de clase trabajadora con poca experiencia. Ofrecía docenas de planos de muebles diferentes, consejos sobre cómo seleccionar y desarmar cajas, instrucciones de carpintería básica y una lista de herramientas necesarias. Los diseños estaban agrupados en conjuntos para habitaciones específicas, así como organizados de acuerdo a su complejidad. También ofrecía consejos complementarios sobre los materiales de las cortinas y los esquemas generales de color.
Además de trabajar exclusivamente con materiales reciclados baratos, Brigham planificó muchos de sus diseños para que fueran multifuncionales y ahorraran espacio (una mesa abatible, un juego de taburetes nido, un escritorio con librerías empotradas) ya que estaban dirigidos principalmente a los habitantes de apartamentos urbanos. También adoptó un enfoque modular o seccional para algunas de sus piezas, ya que varias de las piezas más pequeñas estaban diseñadas de tal manera que podían ser independientes o funcionar como subunidades de piezas más grandes.
Brigham alineó específicamente su estética modernista con la de Hoffmann, usando el enfoque del cuadrado como unidad fundamental de diseño. Sin embargo, las superficies en bruto y la construcción tosca que fueron característicos de su enfoque no se convirtieron en parte del diseño moderno hasta dos décadas después, cuando los muebles de caja de Gerrit Rietveld de la década de 1930, se basaron en los de Brigham, bajo el estandarte de De Stijl .
El proyecto de Brigham de combinar un diseño actualizado con un enfoque de bricolaje fue inusual para su época, pero fue el precursor del movimiento de diseño ecológico actual. Se podría considerar un sistema integral que une la teoría del diseño y una agenda social.

### Home Thrift Association

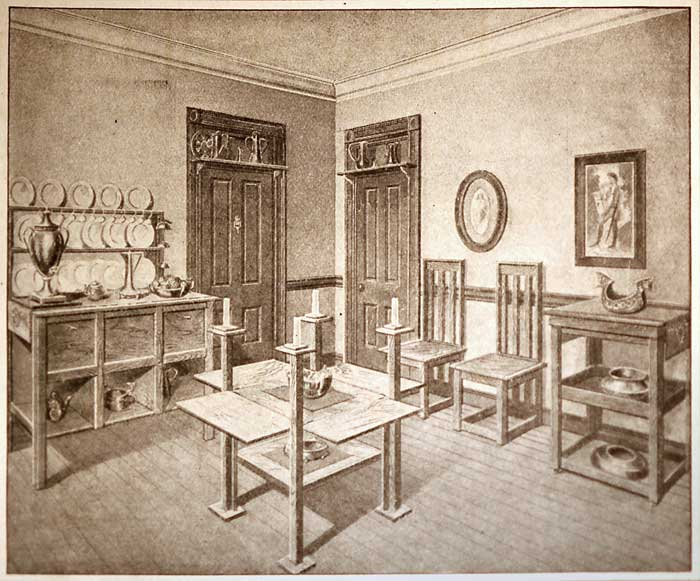
Una habitación con muebles construida según los diseños de Brigham, ilustrada para The Ladies 'Home Journal, 1910

En 1910, Brigham mostró Room Delightful, un conjunto completo de muebles de caja para la habitación de un niño en una exhibición en la ciudad de Nueva York. Los funcionarios de la ciudad le ofrecieron que usara la entonces en desuso Gracie Mansion para seguir experimentando. Brigham aceptó y fundó la Home Thrift Association, un laboratorio de carpintería para niños. La HTA, que más tarde también se abrió a las niñas, tenía como objetivo no solo el ahorro, sino también la conservación del hogar.
Al principio, el centro tuvo su sede en dos habitaciones de la Gracie Mansion, pero se quedó pequeño, ya que en su primer año de funcionamiento consiguió unos 600 aprendices. Entonces, se trasladó a un nuevo espacio que Brigham amuebló casi por completo con muebles de caja fabricados por los aprendices de la HTA, creando una especie de sala de exposiciones modelo para el proyecto. El coste total de estos muebles fue de unos 4 dólares, es decir, menos de la mitad del salario semanal de un trabajador medio en ese momento.

### Mobiliario listo para montar

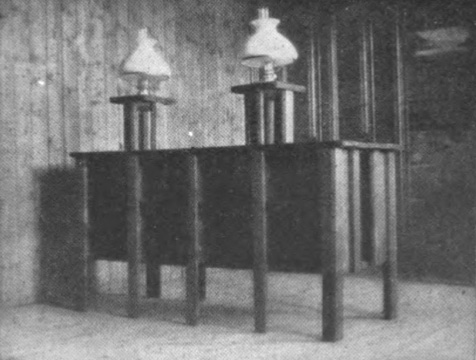
Una combinación de escritorio, mesa de lectura y biblioteca construida con cajas durante la estadía de Brigham en la isla de Spitsbergen. Los planos se publicaron más tarde en su libro

Durante la Primera Guerra Mundial, Brigham fundó una fábrica de muebles de caja en Nueva York. Su objetivo era entrar en el mercado emergente de bajo coste de los muebles hechos en fábrica, a la vez que proporcionaba puestos de trabajo a trabajadores modestamente cualificados. Con el tiempo, pasó a manos de la YMCA para que la gestionara en nombre de los veteranos de guerra que regresaban del frente.
Casi al mismo tiempo, junto a dos socios creó Home Art Masters, un negocio de pedidos por correo que ofrecía kits de muebles listos para ensamblar con instrucciones para hacerlo en casa con herramientas simples. Este negocio de corta duración, se adelantó décadas a lo que serían los muebles comerciales de RTA, que incluyen los esfuerzos del diseñador australiano Frederick Charles Ward, a finales de la década de 1940, del ebanista estadounidense Erie J. Sauder, en 1953 y de IKEA en 1956.

### Últimos años
En parte debido a la enseñanza de Brigham en la HTA y la publicidad asociada, los muebles de caja estuvieron de moda en los años previos a la Primera Guerra Mundial. Su libro pasó por varias ediciones y fue traducido a varios idiomas extranjeros. Sin embargo, después de la guerra, la información sobre Brigham vuelve a ser escasa. 
El 21 de agosto de 1916, Brigham se casó con Henry Arnott Chisholm, de 64 años y graduado de Harvard de 1874. Chisholm vivía en Cleveland, donde había trabajado para Cleveland Rolling Mills y luego se convirtió en socio de William Chisholm Steel Shovel Works. Chisholm murió en 1920.
En los años siguientes, Brigham trabajó en una nueva edición de su libro (nunca publicado) y una memoria (perdida). En la década de 1930, se convirtió en discípula del curandero y clarividente estadounidense Edgar Cayce y pasó mucho tiempo con él y su familia.
Murió en el asilo de ancianos Sylvan en Trenton, el 30 de marzo de 1956.

## Premios
- 1940 - Medalla de la HTA en honor a sus 25 años de servicio a la organización que fundó.

## Obra
- 1909 - Box Furniture: How to Make a Hundred Useful Articles for the Home. Illustrations by Edward H. Ascherman from designs by the author. New York: Century.[5]
- 1910 - How I Furnished My Entire Flat from Boxes. Ladies' Home Journal, vol. 27. Part I: Sept. 1, 1910, pp. 70, 74. Part II (My Bedroom): Oct. 1, 1910, pp. 86, 92. Part III (My Dining Room): Nov. 1, 1910, pp. 80, 86. Part IV (My Kitchen): Dec. 1, 1910, pp. 68, 74.
- 1910 - Rugs and Baskets Which Cost Nothing. Ladies' Home Journal, August 1910.
- 1915  - How Boys Made Toys from Boxes. St. Nicholas, vol. 42 (January 1915), p. 440.
- 1915  - How Boys Make Furniture from Boxes. St. Nicholas, vol. 42 (January 1915). Part I: p. 241. Part II: p. 339.